# Prager Maschinenbau

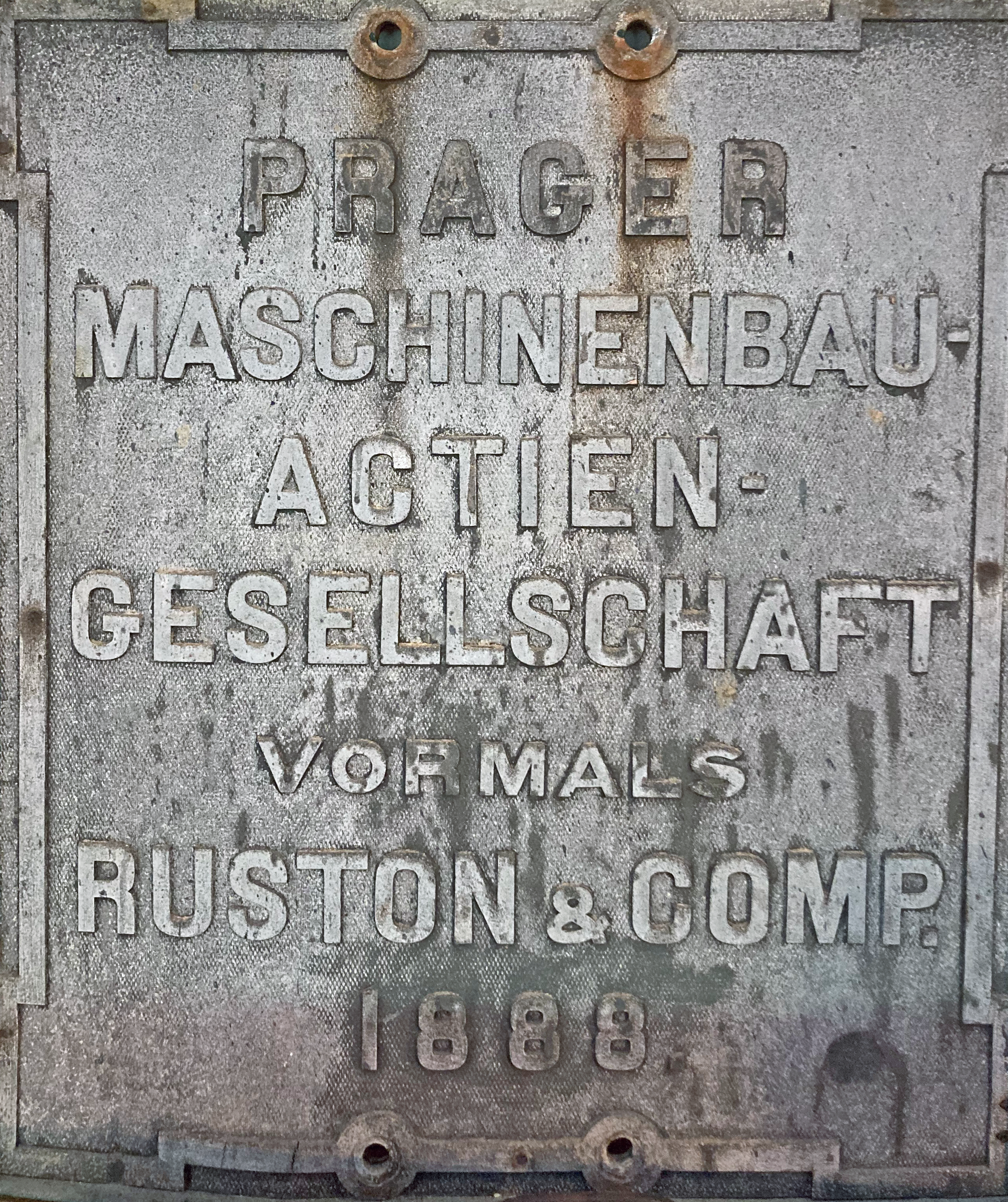
Werkschild einer Kamp-Brücke der Kamptalbahn

Die Prager Maschinenbau AG, vormals Ruston & Co. (tschechisch Prazská akciová strojírna dríve Ruston a spol, abgekürzt PAS bzw. umgangssprachlich Rustonka) war ein ehemals bedeutendes böhmisches Maschinenbauunternehmen aus Prag, welches später in den Škoda-Werken aufging.

## Geschichte

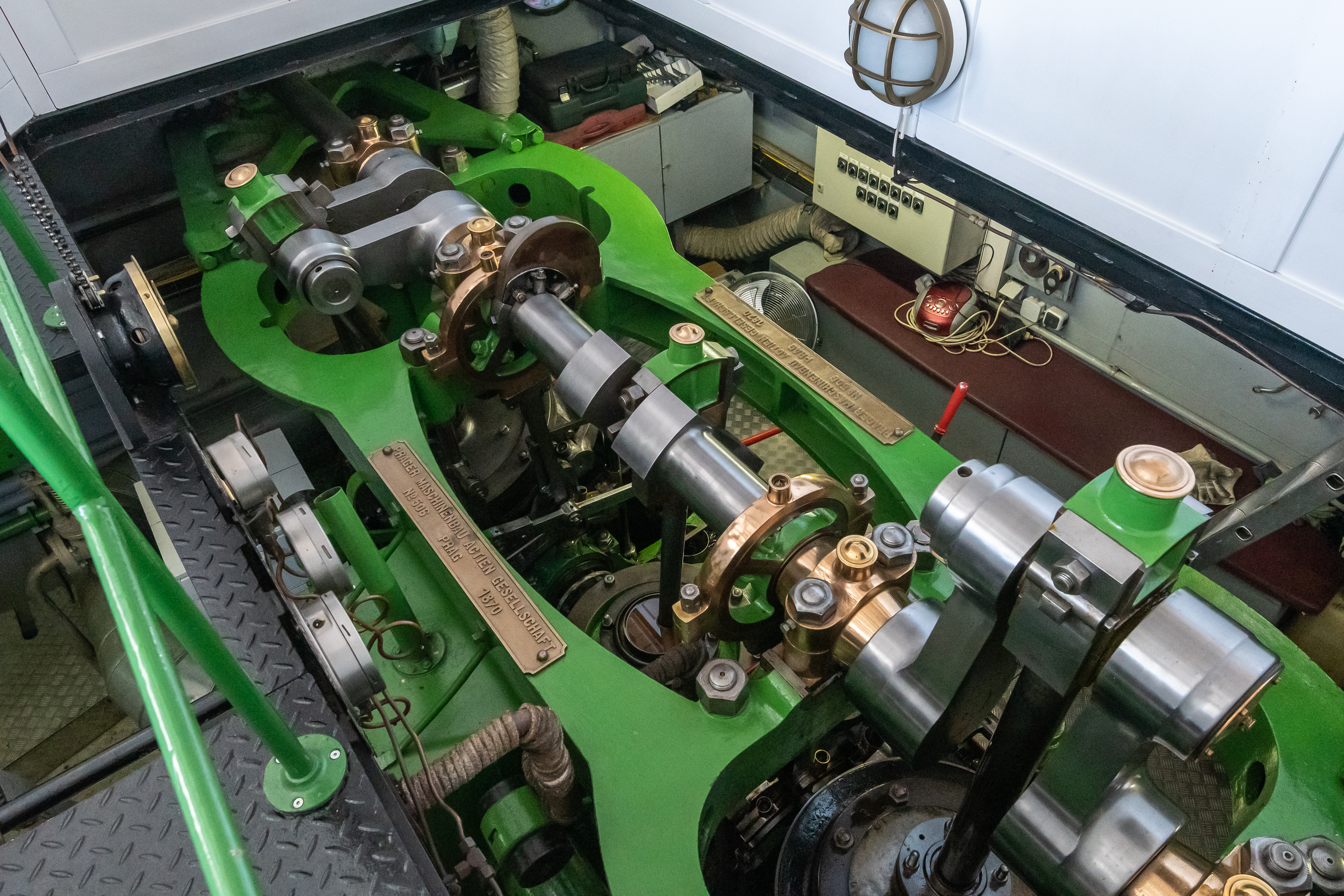
Dampfmaschine der Gisela von 1870

### Gründung und Blütezeit
Das Unternehmen ging im Jahr 1869 aus dem 1850 gegründeten Prager Maschinenbau-Unternehmen Ruston & Co. (vormals Ruston & Evans) durch Umwandlung in eine Aktiengesellschaft hervor, zu den Gründern gehörten der britische Maschinenbauer Joseph John Ruston und der Großindustrielle Adalbert Lanna. Standort war Prag-Karolinenthal. Das Grundkapital betrug zwei Millionen Gulden.

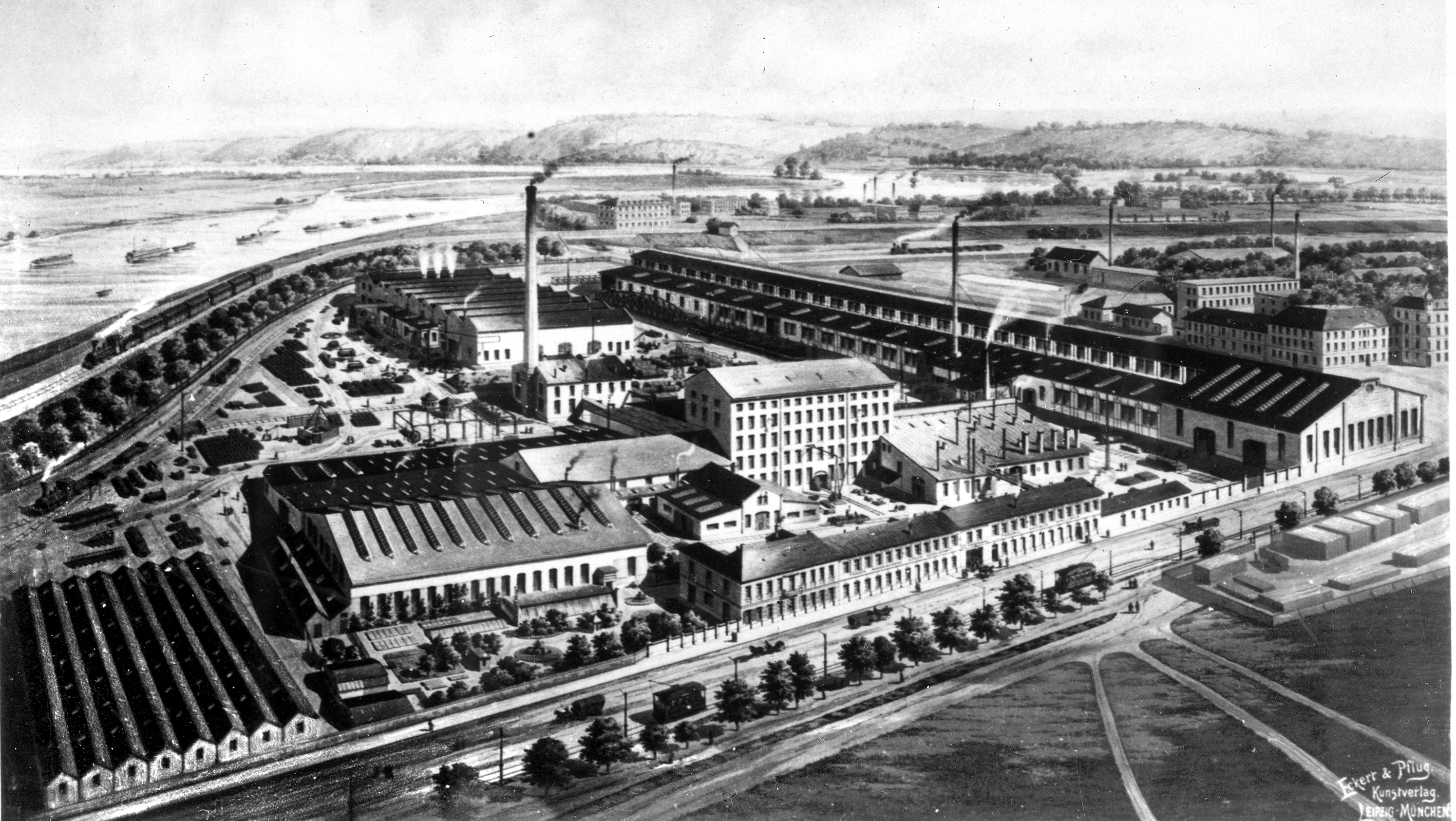
Das Fabriksgelände in Prag-Karolinenthal (1900)

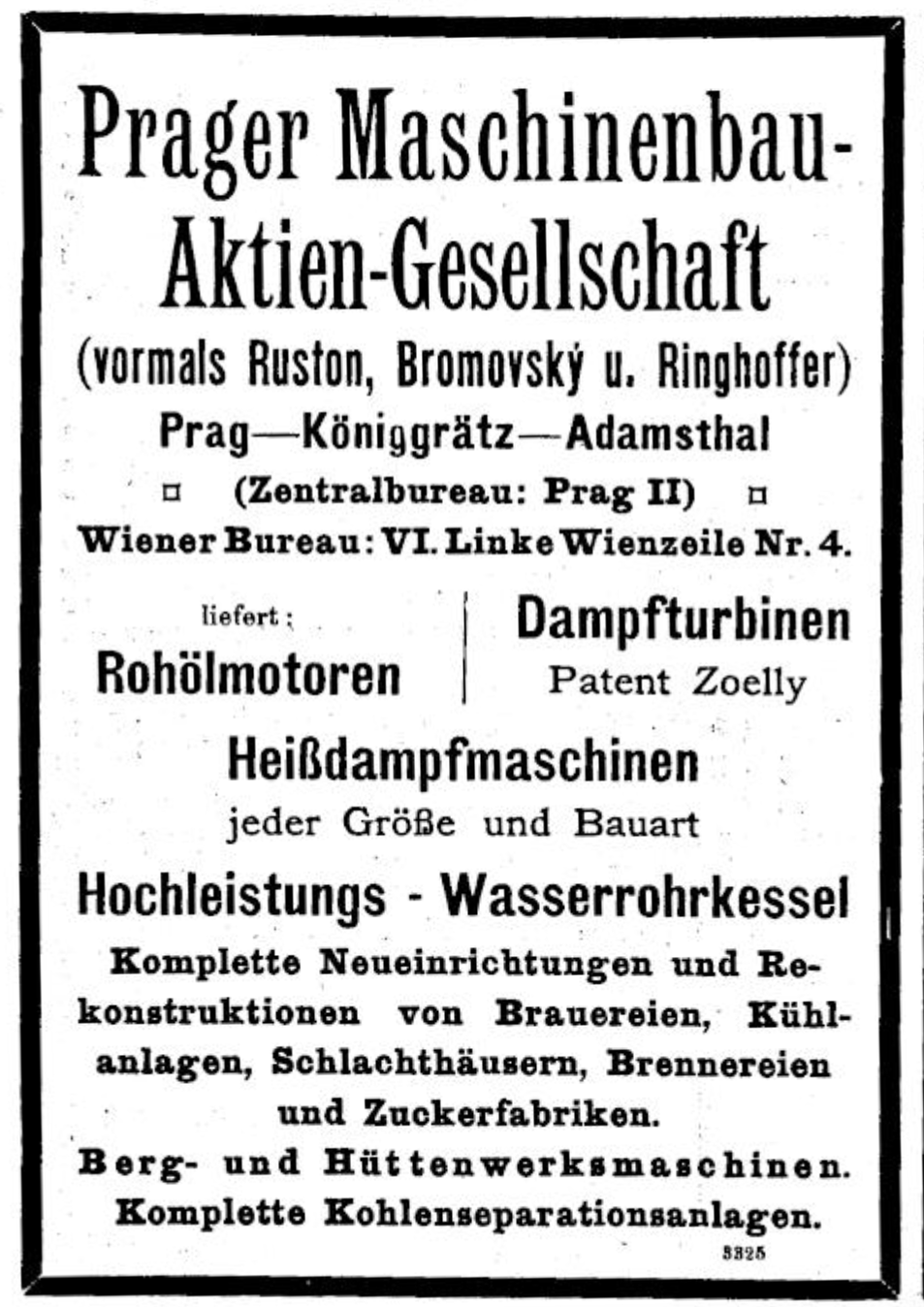
Werbeanzeige 1912

Die Prager Maschinenbau Actien-Gesellschaft entwickelte sich in Folge zu einem bedeutenden Maschinenbau-Unternehmen mit breitgefächertem Angebot, zu dem zeitweise auch eigene Schiffswerften an der Moldau (in Prag-Karolinenthal) und der Donau (in Wien-Floridsdorf und Budapest) gehörten. Es wurden im Laufe der Zeit u. a. Dampfmaschinen, Schiffsmaschinen, Dampfturbinen, Wasserturbinen, Dampftrockenapparate, Stahlbrücken, Eisenkonstruktionen, technische Einrichtungen für Brauereien und Zuckerfabriken, Bagger, Bergbaumaschinen, Grubenbahnen, Feldbahnen, Fördermaschinen, Kräne, Kühlmaschinen, hydraulische Pressen, Mälzereien, Pumpen, Kompressoren, Rohrleitungen, Straßenwalzen, Transmissionen, Turbogebläse, Rohölmotore, Dieselmotore und Sägegatter erzeugt. 1887 wurde die 1000. und 1905 die 2000. Dampfmaschine geliefert. Das Firmengelände musste zwischen 1887 und 1902 mehrfach umfassend vergrößert werden.
1900 lieferte das Unternehmen die gesamte Kühlanlage für den städtischen Schlachthof St. Marx in Wien. 1903 wurde das Kraftwerk Obere Sill in Innsbruck in Betrieb genommen, für welches das Unternehmen die Druckrohre und Turbinen lieferte. 1909 baute die Prager Maschinenbau AG einen Schwimmkran mit 240 Tonnen Tragkraft für die k.u.k Marine zur Bergung gesunkener U-Boote. 1913 lieferte die Brückenbauabteilung die Stahlteile für die Ameisbrücke in Wien-Penzing.

### Fusion mit Škoda

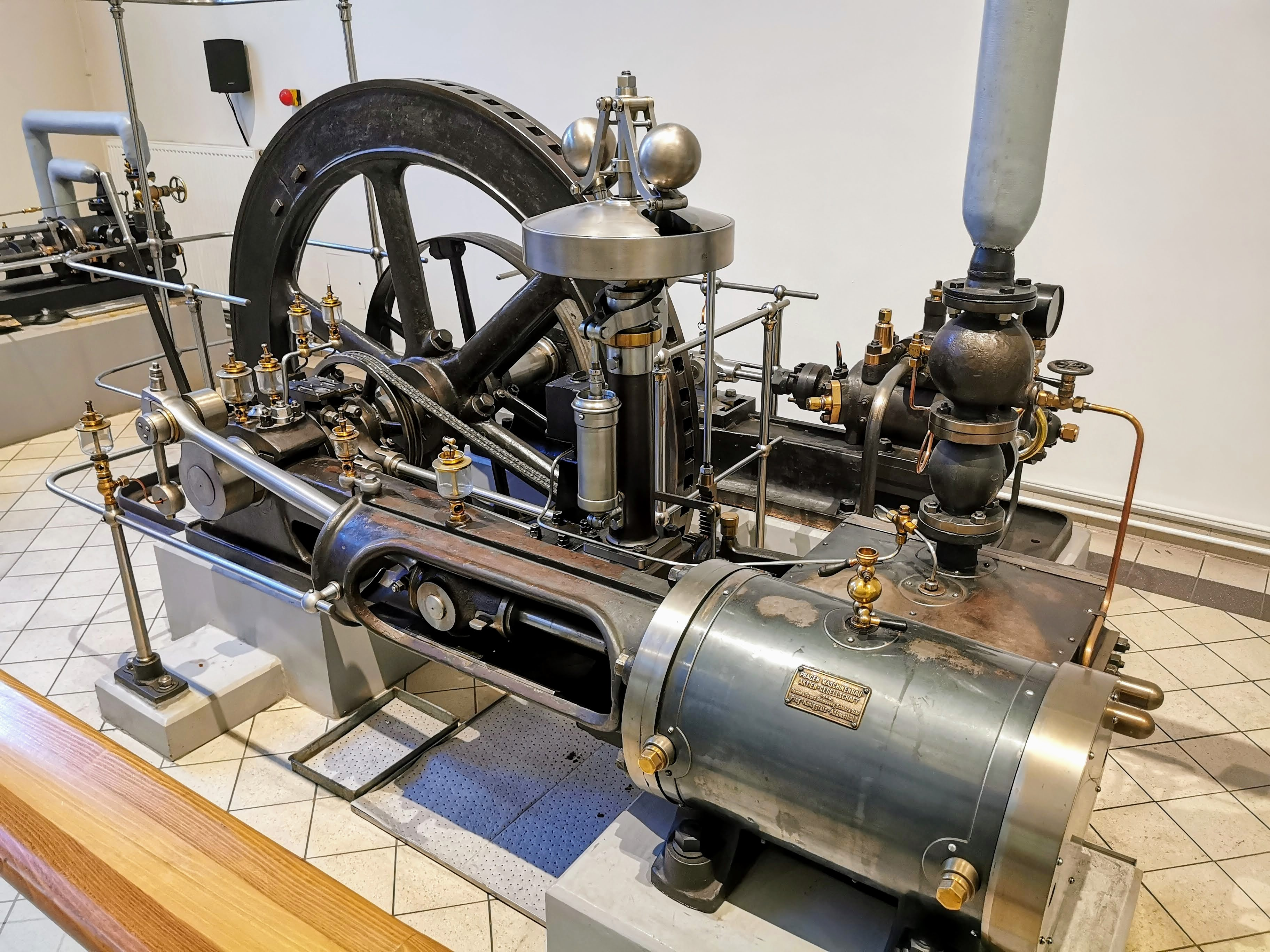
Liegende Dampfmaschine im Technischen Museum Wien

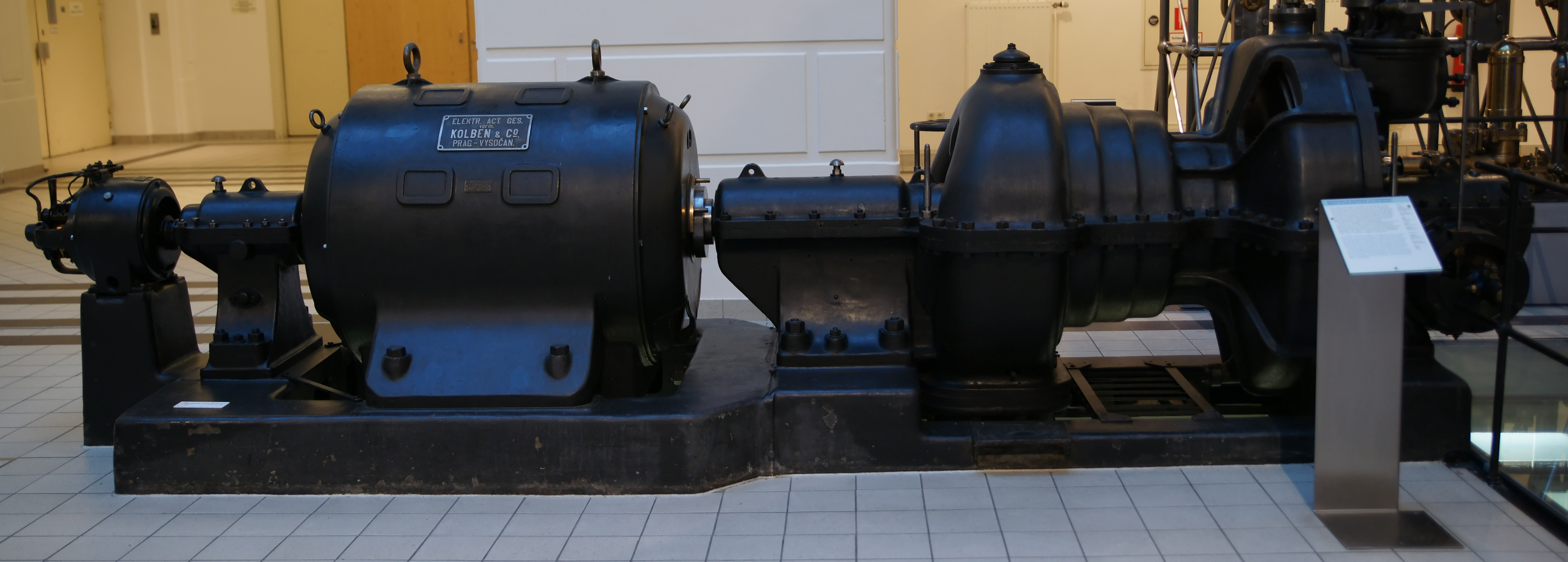
Dampfturbine System Melms-Pfenninger (rechts) im TMW

Im Jahr 1908 traten die Unternehmen Skoda, Ringhoffer sowie die Prager Maschinenbau AG im Rahmen des Kartells der österreichischen Maschinenindustrie in eine Interessengemeinschaft.
1910 wurde unter Führung der Anglo-Österreichischen Bank das ebenfalls im Maschinenbau tätige Prager Unternehmen Bromosvky, Schulz & Sohr mit der Prager Maschinenbau AG verschmolzen, deren Aktien damals nicht günstig standen. Im folgenden Jahr übernahm das Unternehmen die Maschinenfabrik, Kesselschmiede, Gießerei und Kupferschmiede der Ringhoffer-Werke und nannte sich fortan Prager Maschinenbau AG vormals Ruston, Bromovsky, Schulz & Ringhoffer. Die Standorte des Unternehmens waren nun Prag, Königgrätz und Adamsthal in Mähren, das Aktienkapital wurde um 4 Millionen Kronen erhöht. Zu den Financiers der Firma gehörten mit der Anglo-Österreichischen Bank auch die Bodencreditanstalt, die Creditanstalt und der Niederösterreichische Escomptegesellschaft alle damaligen Großbanken Österreich-Ungarns. In Folge geriet das Unternehmen in den Einflussbereich der von diesen Banken kontrollierten Skoda-Werke, deren Firmenchef Karl Ritter von Škoda die Friedensproduktion seines Unternehmens 1913 in die umfirmierte Prager Maschinenbau AG (Spojené strojírny, Škoda, Ruston, Bromovský, Ringhoffer) einbrachte und sich fortan zum Rüstungskonzern wandelte. Die Prager Maschinenbau AG verpflichtete sich im Gegenzug dazu, die von ihren Produktionsbereichen beanspruchten Firmenareale der Skoda-Werke in Pilsen ehebaldigst zu räumen und für die Rüstungsproduktion frei zu machen.
Im Ersten Weltkrieg diente das Unternehmen wie alle anderen Firmen der österreichisch-ungarischen Schwerindustrie der Rüstungsproduktion. 1915 wurde ein Reingewinn von über 800.000 Kronen erwirtschaftet und eine Dividende von 5 % ausgeschüttet. 1916 nannte sich das Unternehmen in Vereinigte Maschinenfabriken A. G. vorm. Skoda, Ruston, Bromovsky und Ringhoffer um.
1922 fusionierte die Vereinigte Maschinenfabriken AG im Zuge der Neukonstituierung des tschechoslowakischen Maschinenbaus endgültig mit den Škoda-Werken.

## Bekannte Mitarbeiter
Zu den Konstrukteuren der Prager Maschinenbau AG zählten u. a. die Ingenieure Aurel Stodola, Rudolf Doerfel und Leo Baudiß.

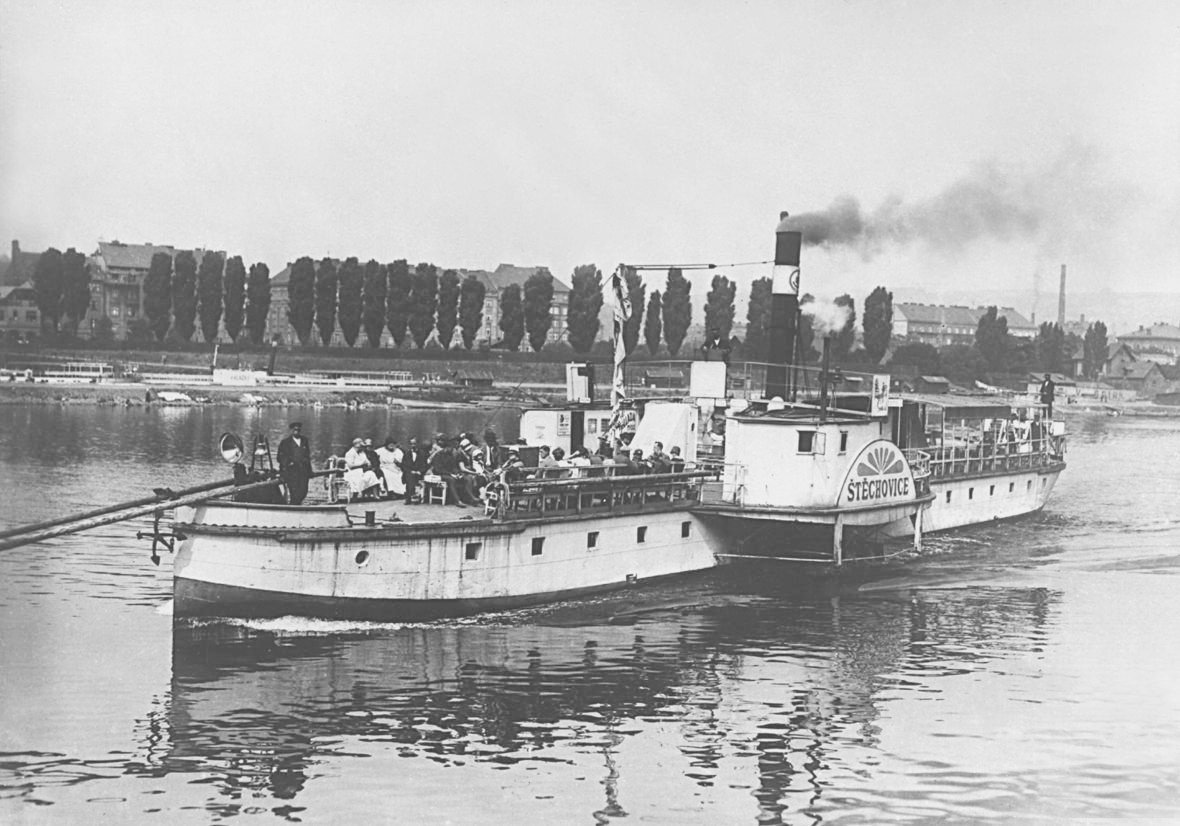
Raddampfer Štěchovice (1891)

## Schiffsbau
Zur Prager Maschinenbau AG gehörten zeitweise Werften in Prag, Wien und Budapest. Zu den Kunden zählte unter anderem die Erste Donau-Dampfschiffahrts-Gesellschaft DDSG.
Das 1872 in der von Joseph John Ruston geführten Schiffswerft in Floridsdorf gebaute Schaufelraddampfschiff Gisela für die dem Erbauer gehörenden Traunseeschifffahrt wurde mit einer 1870 von der Prager Maschinenbau AG gebauten Oszillierenden Zwillingsdampfmaschine ausgerüstet, die später zur Verbunddampfmaschine umgebaut wurde.
Das Unternehmen war Hauptlieferant der Prager Moldauschiffahrt und baute beispielsweise 1891 die Schwesterschiffe Vyšehrad und Štěchovice.